# Samson Mbingui
Samson Mbingui est un footballeur international gabonais né le 9 février 1992. Il évolue au poste de milieu offensif dans le club de L'AS Mangasport.

## Biographie

### En club
Il fait ses débuts dans le football professionnel dans son pays natal au Gabon sous le maillot de l'AS Mangasport. L'année suivante, il intègre l'équipe nationale du Gabon.
Après trois saisons dans son club formateur, il quitte son pays pour rejoindre l'Algérie, d'abord sous les couleurs du MC Alger quelques mois, avant de rejoindre le MC El Eulma une saison, puis de s'engager avec le NA Hussein Dey en 2017.

### En sélection
Il participe à la Coupe d'Afrique des nations des moins de 23 ans en 2011, puis aux Jeux olympiques d'été de 2012. Le Gabon remporte la Coupe d'Afrique des nations des moins de 23 ans en battant le Maroc en finale. Lors du tournoi olympique organisé en Angleterre, il joue deux matchs, contre le Mexique et la Corée du Sud.
Il joue son premier match international avec l'équipe A du Gabon le 14 novembre 2012, lors d'un match amical face au Portugal (2-2). Il inscrit son premier but avec le Gabon le 10 août 2013, contre le Cameroun, lors des éliminatoires du championnat d'Afrique 2014.
Il participe ensuite en janvier 2014 à la phase finale du championnat d'Afrique. Lors de cette compétition organisée en Afrique du Sud, il joue quatre matchs. Le Gabon s'incline en quart de finale face à la Libye, après une séance de tirs au but.
Il inscrit son deuxième but avec le Gabon le 6 septembre 2014, contre l'équipe d'Angola, lors des éliminatoires de la Coupe d'Afrique des nations 2015 (victoire 1-0). En janvier 2015, il participe à la phase finale de la Coupe d'Afrique des nations organisée en Guinée équatoriale. Lors de cette compétition, il joue deux matchs, contre le Burkina Faso (victoire 0-2) et le Niger (défaite 0-1). Le Gabon ne passe pas le premier tour du tournoi.
Le 5 septembre 2015, il marque son troisième but avec le Gabon, lors d'un match amical contre le Soudan. Les Panthères s'imposent sur le large score de 4-0. Il dispute ensuite en janvier 2017 une nouvelle fois la phase finale de la Coupe d'Afrique des nations, organisée cette fois-ci dans son pays natal. Lors de cette compétition, il ne joue qu'un seul match, contre le Cameroun (score : 0-0). Une nouvelle fois, le Gabon ne passe pas le premier tour du tournoi.

## Palmarès

### En club
- AS Mangasport
  - Champion du Gabon en 2014

- MC Alger
  - Vainqueur de la Supercoupe d'Algérie en 2014

- NA Hussein Dey
  - Finaliste de la Coupe d'Algérie en 2016

### En sélection
- Gabon olympique
  - Vainqueur de la Coupe d'Afrique des nations des moins de 23 ans en 2011